# Austrochthonius muchmorei
Espèce
Synonymes
- Chthonius caecus Tullgren, 1909 nec Simon, 1885
- Sathrochthonius tullgreni Chamberlin, 1962 nec Beier, 1931

Austrochthonius muchmorei est une espèce de pseudoscorpions de la famille des Chthoniidae.

## Distribution
Cette espèce est endémique du South West en Australie-Occidentale. Elle se rencontre vers Brunswick Junction.

## Étymologie
Cette espèce est nommée en l'honneur de William B. Muchmore.

## Publication originale
- Harvey & Mould, 2006 : A new troglomorphic species of Austrochthonius (Pseudoscorpiones: Chthoniidae) from Australia, with remarks on Chthonius caecus. Records of the Western Australian Museum, vol. 23, no 2, p. 205-211 (texte intégral).